# شاهزاده فردریک هسن
شاهزاده فردریک هسن (انگلیسی: Prince Frederik of Hesse; ۲۴ مهٔ ۱۷۷۱ – ۲۴ فوریهٔ ۱۸۴۵) پرسنل نظامی اهل نروژ بود. وی همچنین برندهٔ جوایزی همچون نشان دنبرو و نشان فیل شده‌است.